# Alberto Stawinski
Alberto Victor Stawinski (São Marcos, 10 de agosto de 1909 – Caxias do Sul, 29 de maio de 1991), também conhecido como frei Alberto de São Marcos, foi um frei capuchinho, padre, músico, professor, cronista, lexicógrafo e tradutor brasileiro. Como historiador, deixou obras de referência sobre os capuchinhos e os imigrantes poloneses, e foi um pioneiro no estudo da língua talian.

## Biografia
Nascido em São Marcos em 10 de agosto de 1909, quando a cidade ainda era um distrito de Caxias do Sul, era filho de Francisco Stawinski, professor, e Otilia Strzelecka, ambos nascidos em Kutno, na Polônia. Seu avô Andreas Stawinski havia sido o líder da imigração polonesa para Caxias do Sul em meados de 1889, conduzindo cerca de 300 famílias. Fez seus primeiros estudos na escola que o pai mantinha, e com cinco anos já ajudava na Igreja como coroinha. Em 1917 a família se mudou para Erechim, onde seu pai começou a trabalhar como agente dos correios. Em torno de 1919 foi atraído para a Ordem dos Capuchinhos por influência do frei Gentil de Caravaggio, do qual mais tarde seria biógrafo.
Em 1920 ingressou no Seminário Seráfico dos Capuchinhos de Veranópolis, onde concluiu o ginásio em 1924. Fez o noviciado em Flores da Cunha, proferindo os primeiros votos em 1º de setembro de 1927. Até 1933 estudou Filosofia e Teologia no Convento de São Francisco de Garibaldi, sob a orientação de Dom Cândido Maria Bampi. Foi ordenado sacerdote em Porto Alegre em 31 de julho de 1933 pelo arcebispo Dom João Becker, celebrando sua primeira missa em 16 de janeiro de 1934 em Erechim. Foi em seguida indicado coadjutor em Sananduva, e depois em Paim Filho, São João da Urtiga e Maximiliano de Almeida, dando assistência a vários núcleos de imigração polonesa.

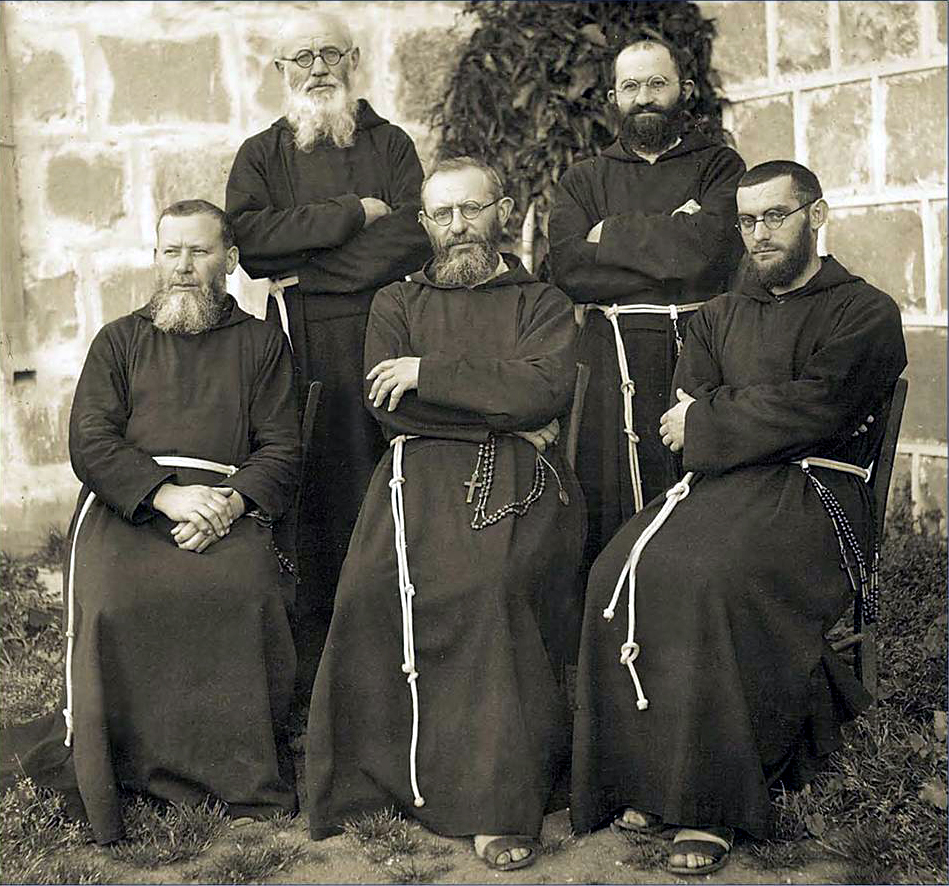
Primeiro governo provincial dos capuchinhos do Rio Grande do Sul. Sentados: Caetano Angheben, José Cherubini (José de Bento Gonçalves, ministro), Alberto Stawinski. De pé: Cláudio Mocelin e Fulgêncio Caron, 1942

Em 1936 foi nomeado reitor e professor do Seminário de Veranópolis, dando aulas de português, francês, latim, grego, italiano, polonês, canto e teoria da música. Em 1942 foi criada a Província dos Capuchinhos do Rio Grande do Sul como uma jurisdição autônoma, sendo indicado diretamente de Roma como seu titular (ministro provincial) o frei José de Bento Gonçalves. Frei Alberto foi escolhido como um dos quatro membros do governo para assessorá-lo. Em 21 de dezembro de 1945 foi escolhido ministro na primeira eleição autônoma do Capítulo, e em 1946 foi eleito guardião. Abriu seminários em Santa Maria e Vila Flores e promoveu a construção do Hospital São Paulo em Lagoa Vermelha. Expirando seu mandato de três anos, passou a dirigir a paróquia de Santo Antônio do Partenon de Porto Alegre, sendo responsável pelo reinício das obras paralisadas da igreja, e foi capelão das Irmãs de Nossa Senhora de Aparecida. Em 1952 começou a lecionar Pedagogia, Religião e Filosofia da Educação na Escola Normal de Camaquã, assumindo também a regência da capela da escola. Em 1957 voltou a Porto Alegre para ser capelão e professor do Colégio Sévigné, lecionando as mesmas disciplinas. Em 1958 foi eleito presidente da seção estadual da Conferência dos Religiosos do Brasil, e nomeado lente de Oratória Sagrada no Curso de Teologia dos capuchinhos de Porto Alegre.
Entre 1961 e 1964 foi vice-ministro da Província e reitor e professor de inglês do Seminário de Veranópolis, de 1964 a 1965 foi superior do Convento de São Lourenço de Brindes em Porto Alegre e assistente eclesiástico das Irmãs de Nossa Senhora de Aparecida, partindo então para os Estados Unidos para estudos sobre televisão, planejando inaugurar uma emissora da Ordem, o que efetivamente aconteceu, mas teve curta duração. Em 1969 transferiu-se para Caxias do Sul, de onde não mais sairia, vivendo no Convento da Imaculada Conceição, assumindo a direção do Instituto Histórico da Província dos Capuchinhos, ajudando a fundar a Escola Dom Vital, e colaborando com o jornal Correio Riograndense na parte técnica, reestruturando sua seção de tipografia e adquirindo novos equipamentos. Foi um dos editores da Editora São Miguel dos Capuchinhos, ocupado com a seção de História. Em 1975 era diretor espiritual e capelão do Instituto Bom Pastor, e em 1982 foi nomeado juiz do Tribunal Eclesiástico Regional de Porto Alegre. Em 1984 era o presidente do Tribunal.
Faleceu enquanto dormia em 30 de maio de 1991 em Caxias do Sul, vítima de edema pulmonar. Recebeu muitas homenagens e vários obituários. Seu obituário no jornal Pioneiro disse que "a Igreja e a sociedade perderam uma enciclopédia e uma personalidade íntegra na consagração com Deus". O bispo diocesano Dom Paulo Moretto disse que ele "foi um franciscano feliz pela vocação que Deus lhe concedeu. Frei Alberto soube amar e compreender o povo do qual teve origem, mas soube amar com igual carinho nossa colônia italiana". O embaixador da Polônia no Brasil enviou mensagem dizendo que "sua contribuição à comunidade brasileira e polono-brasileira em Caxias permanecerá inesquecível. Morreu um grande homem da Igreja, um eminente brasileiro e polonês".

## Obra
Como sacerdote foi muito estimado pela sua bondade, caridade e zelo pastoral, e pelo incentivo que deu às vocações. O historiador Mário Gardelin, com quem colaborou, o tinha em alta conta e o chamou de "uma das glórias da Igreja Católica do Rio Grande do Sul e esplendor dos filhos de São Francisco de Assis, sacerdote de virtudes, amor e dedicação". Também foi elogiado pelo colega como pesquisador e "historiador de larga autoridade".
Poliglota, dominava o talian, polonês, espanhol, francês, inglês, latim e grego. Escreveu várias obras didáticas sobre gramática, lógica, música e latim. Sua extensa Sintaxe latina foi um sucesso editorial, sendo reimpressa várias vezes. Promoveu a língua e cultura polonesa em várias cidades e manteve uma coluna em polonês sobre o folclore da etnia no jornal Correio Riograndense. Colaborou em vários periódicos e jornais, principalmente no Correio Riograndense e no Lud (em polonês). Deixou importante contribuição para a historiografia do estado em muitos artigos e em particular com as obras Primórdios da imigração polonesa no Rio Grande do Sul (1875-1975), Os 50 anos de atividades dos Capuchinhos no Rio Grande do Sul, Capuchinhos da primeira hora e Capuchinhos italianos e franceses no Brasil (este em parceria com Mário Gardelin), que se tornaram referenciais. Colaborou na principal produção de Fidélis Dalcin Barbosa, A Diocese de Vacaria. Foi biógrafo dos destacados religiosos Josué Bardin e Fortunato Giacomel (Frei Gentil). Traduziu para o português várias obras polonesas, entre elas Livro da vida de Ksiega Zycia, e Conheci o bem-aventurado Maximiliano Maria Kolbe, de frei Justino Mlodozeniec, bem como artigos, poemas, orações e canções do inglês, francês e italiano.
Escreveu a Gramática e Vocabulário do Dialeto Italiano-Riograndense, com 124 páginas, incluída como anexo na 5ª edição do Nanetto Pipetta de 1976, a primeira produção em seu gênero, e o volume independente Dicionário Vêneto Sul-Riograndense-Português publicado em 1987 pela editora da Universidade de Caxias do Sul em parceria com a Escola Superior de Teologia São Lourenço de Brindes e o Correio Riograndense, com quase 10 mil verbetes, obra elogiada por Rovílio Costa, Gardelin ("uma contribuição de primeira ordem"), e Dante de Laytano, que a qualificou como "um dos mais belos e úteis livros escritos no Rio Grande do Sul, abordagem única e de grande alcance linguístico, [...] obra preciosíssima de estudos de linguagem na nossa província", que mais do que um dicionário, era um ensaio de linguística, "obra prima de pesquisa, cultura e originalidade, trabalho de nível científico nada comum". A obra também foi homenageada na Assembleia Legislativa pelo deputado Valmir Susin, e foi reeditada na Itália transformada em dicionário trilíngue com o acréscimo da versão para o italiano padrão por Ulderico Bernardi e Aldo Toffoli, com apoio do Banco de Treviso e a Universidade de Veneza, também recebendo elogios. Darcy Luzzatto atualizou e expandiu a obra em seu Dissionàrio Talian-Português.

## Homenagens
Em 1958 recebeu muitas homenagens pelo seu jubileu de prata sacerdotal, e novamente em 1983 pelo seu jubileu de ouro, quando a Prefeitura de São Marcos lhe entregou uma placa de reconhecimento. Em 1988 recebeu o Troféu Caxias na categoria Cultura, concedido pelo jornal Pioneiro e a Rádio São Francisco. Em 1989 foi patrono da Feira do Livro de Caxias e recebeu uma placa em homenagem da Prefeitura. O Governo do Estado o premiou com uma medalha de ouro por suas contribuições à cultura. Foi um dos homenageados na mostra Peregrinos e Forasteiros, montada no Museu dos Capuchinhos de Caxias do Sul em 2016, e em 2002 a Biblioteca Municipal de São Marcos inaugurou o Espaço Cultural Frei Alberto Stawinski. Foi biografado no Dicionário Biográfico da Diáspora Polonesa no Brasil de Zdzisław Malczewski e na Enciclopédia da Emigração Polonesa de Kazimierz Dopierała.